# Батерст (Аустралија)
Батерст (енгл. Bathurst) је град Аустралији у савезној држави Нови Јужни Велс. Према попису из 2006. у граду је живело 28.992 становника.

## Становништво
Према попису, у граду је 2006. живело 28.992 становника.
| 1991.  | 1996.  | 2001.  | 2006.  |
| ------ | ------ | ------ | ------ |
| 24,682 | 26,029 | 27,036 | 28,992 |